# Collotheca trifidlobata
Collotheca trifidlobata is een raderdiertjessoort uit de familie Collothecidae. De wetenschappelijke naam van deze soort is voor het eerst geldig gepubliceerd in 1895 door Pittock.